# Virb
Virb é uma rede social focada no compartilhamento de músicas, vídeos e fotos entre seus usuários. Foi lançada pelo mesmo pessoal que criou o site de publicidade de bandas indie PureVolume.
O site funcionou como uma versão beta e privada antes de seu lançamento que ocorreu em Março de 2007, desde então o acesso foi liberado para o público. A ideia geral do site é oferecer os aspectos sociais do Facebook e os recursos de compartilhamento de mídias (música, fotos, vídeos) disponíveis no MySpace.

## Ligações Externas
- Virb

## Sites similares
- Last.fm
- MySpace
- Flickr
- Youtube
- orkut